# Sant Feliu de Codines (església)
Sant Feliu de Codines és una construcció religiosa del municipi de Sant Feliu de Codines (Vallès Oriental) inclosa en l'Inventari del Patrimoni Arquitectònic de Catalunya.

## Descripció
Edifici religió amb planta de creu llatina i cúpula central. La façana està coronada per un frontó. El portal data de primers del segle xiii. A sobre hi ha un ull de bou. El campanar és de planta octogonal de tres cossos i l'últim amb buits per contenir les campanes. Aquest resta coronat per una balustrada de pedra. Constitueix una important fita visual, es troba a l'extrem de llevant del barri de la Sagrera, a la punta d'un turonet o morral.

## Història
És un edifici ampli i harmoniós refet entre el 1940 i el 1948 aprofitant part d'una església anterior edificada entre el 1698 i el 1754 i volada el 1939 quan la Guerra Civil Espanyola. Uns capitells preromànics de tipus califal conservats a la rectoria revelen l'existència d'una església preromànica i sembla que pel 1193 se'n va consagrar una altra, per bé que l'acta que hom diu és apòcrifa i plena de falsedats. El campanar és modern (1954) i es va fer sobre una base aixecada a segle xviii.